# Quintos de Mora
El Coto Nacional de Quintos de Mora es una finca que ocupa una superficie de 6864 hectáreas dentro del término municipal de Los Yébenes (provincia de Toledo, España) lindando al sur con la localidad de Los Cortijos (Ciudad Real). El predio recibe este nombre por haber pertenecido tradicionalmente al Ayuntamiento de Mora de Toledo, al que fue adquirido en 1942 por Patrimonio del Estado.
En el interior de la finca se encuentra una vivienda a la que han acudido numerosos presidentes del Gobierno españoles para celebrar reuniones con mandatarios extranjeros y con ministros de su gabinete, y que también utilizan como lugar de descanso vacacional.

## Ubicación
Este coto está situado al sur de los Montes de Toledo. Su relieve está constituido por una serie de alineaciones montañosas, con orientación general este-oeste y con altitudes comprendidas entre los 1000 y 1200 m. La orografía está constituida por dos alineaciones montañosas separadas por una gran raña central, por la que discurre el río de las Navas. La raña es una plataforma con una suave pendiente hacia el norte.
El pequeño núcleo urbano no está habitado. Está situado en las siguientes coordenadas geográficas: 39º 24' 23" latitud Norte; 4º 4' 19" longitud Oeste. 
Desde el punto de vista hidrológico, hay que decir que todas las aguas que discurren por el coto pertenecen a la cuenca del río Guadiana y son recogidas principalmente por el río de las Navas. Existen también numerosos arroyos, casi todos tributarios del río de las Navas. El más importante es el de Torneros, pudiendo mencionar también los de Valdehierro, Valdehirrillo, Gil García y Los Chopos.

## Flora y vegetación
- Bosque natural: 654 ha (9,54%)
- Matorral arbustivo y subarbustos: 3304 ha (48,14%)
- Zona de pastizales: 202 ha (2,94%)
- Zona de repoblación: 2587 ha (37,69%)
- Zona inforestal: 117 ha (1,70%)
- Total: 6864 ha (100%)

Las zonas de bosque natural están constituidas predominantemente por rebollo, quejigo y encina, con sotobosque muy variado, en el que predominan brezos, madroños y otras plantas leñosas.
En las zonas de matorral, muy densas, las especies predominantes son las jaras, romero, madroños, etc., sin que dejen de faltar nunca restos de las especies primitivas: encina y quejigos, principalmente, en forma de matas y chaparros, procedentes de brotes de cepa. 
Las repoblaciones forestales se han realizado en las zonas de raña, a base de pino negral y pino piñonero. 
Las zonas inforestales corresponden a pedrizas y roquedales.

## Caza
La caza mayor tradicional en este coto se ha centrado desde siempre sobre el jabalí y el ciervo, siendo esta última especie sobre la que se ha volcado la protección en los Quintos de Mora. Los gamos fueron introducidos en el coto en 1960, procedentes de Riofrío, dándose suelta a cien ejemplares. Ciertamente, esta especie cinegética no ha encontrado allí el hábitat ideal.
En los terrenos del coto de los Quintos de Mora se creó el primer criadero de perdiz roja que funcionó en nuestro país a cargo del Estado, obteniéndose en él un importante número de aves, que se destinan a la repoblación de cotos sociales.
El lince ibérico fue otro de los habitantes del coto, viviendo en estado salvaje y predando sobre conejo y otros mamíferos, incluso crías de ciervos y gamos. Actualmente el lince ibérico ya ha desaparecido de estos montes, y la población de conejo se ha visto enormemente diezmada.
No obstante, según declaró el 18 de febrero de 2009 el ministro de justicia Mariano Bermejo, este coto nacional "tiene un plan cinegético que permite cazar todos los días", tal como el propio ministro ha podido confirmar personalmente, al haber cazado en numerosas ocasiones en este lugar.

## Gestión y conservación
La gestión del coto está regida por un Plan Técnico de Caza y Aprovechamientos. Además se ve afectado por varios planes de conservación:
- Estrategia de Conservación del águila imperial (Aquila adalberti).
- Inventario de rapaces nidificantes.
- Aprovisionamiento de carroñas a comederos de buitres.
- Arreglo de nidos de cigüeña negra (Ciconia nigra) y buitre negro (Aegypius monachus).

## Célebres encuentros
La finca de Quintos de Mora se encuentra a solo 155 km y dos horas de viaje de Madrid, capital del país, y por este motivo ha sido el lugar elegido por numerosos presidentes del Gobierno españoles para recibir las visitas de mandatarios extranjeros y celebrar reuniones con sus ministros, además de lugar de descanso presidencial.
El primero que la utilizó fue el presidente Felipe González, quien se reunió con Baltasar Garzón para su entrada en política a principios de los 90.
El 12 de junio de 2001 el presidente José María Aznar recibió al Presidente de los Estados Unidos George W. Bush y a la consejera de Seguridad Nacional Condoleezza Rice, de visita en España. Tras la repercusión mediática de esta visita posteriormente fueron invitados en junio de 2003 el primer ministro marroquí Driss Jettou, en septiembre de 2003 el presidente de Francia Jacques Chirac, y el Primer ministro del Reino Unido Tony Blair. Todos ellos con sus esposas.
En 2003 Aznar preparó con su vicepresidente del Gobierno, Mariano Rajoy, los cambios en el Gobierno y en su partido, tras elegirlo anteriormente como su sucesor en el partido. Popularmente se la llamó «el rancho de Aznar», pues este eligió la finca como segunda residencia.
El presidente José Luis Rodríguez Zapatero también usó la finca para alojar a sus huéspedes internacionales y para disfrutar de días de descanso. El 15 de septiembre de 2007 el presidente de Brasil Lula da Silva fue invitado por Zapatero a visitar la finca.
Durante la legislatura de Mariano Rajoy este no utilizó la finca de Quintos de Mora, aunque en noviembre de 2016 la ministra Isabel García Tejerina convocó en este lugar a los altos cargos del Ministerio de Agricultura y Pesca, Alimentación y Medio Ambiente, para realizar lo que la prensa denominó «un retiro espiritual e intelectual» de dos días.
Durante el mandato de Pedro Sánchez el lugar fue elegido a partir de 2018 como lugar de reunión con sus ministros en varias ocasiones, la última, a comienzos de 2024.